# Kithaur
Kithaur é uma cidade e uma nagar panchayat no distrito de Meerut, no estado indiano de Uttar Pradesh.

## Demografia
Segundo o censo de 2001, Kithaur tinha uma população de 23,510 habitantes. Os indivíduos do sexo masculino constituem 52% da população e os do sexo feminino 48%. Kithaur tem uma taxa de literacia de 42%, inferior à média nacional de 59.5%: a literacia no sexo masculino é de 52% e no sexo feminino é de 32%. Em Kithaur, 21% da população está abaixo dos 6 anos de idade.